# TV-året 1968

## Händelser

### Januari
- 31 januari - TV introduceras i Turkiet.[1]
- 4 juni - I Sverige utnämner Sveriges Radio-TV Håkan Unsgaard och Örjan Wallqvist till kanalchefer för TV1 och kommande TV2 fram till 30 juni 1973.[2]

## TV-program

### Sveriges Radio-TV
- 1 januari - Den amerikanska western-serien High Chaparral har svensk premiär.
- 5 januari - Operasoaré, en inspelning från Kungliga Teatern med bland andra Birgit Nilsson.

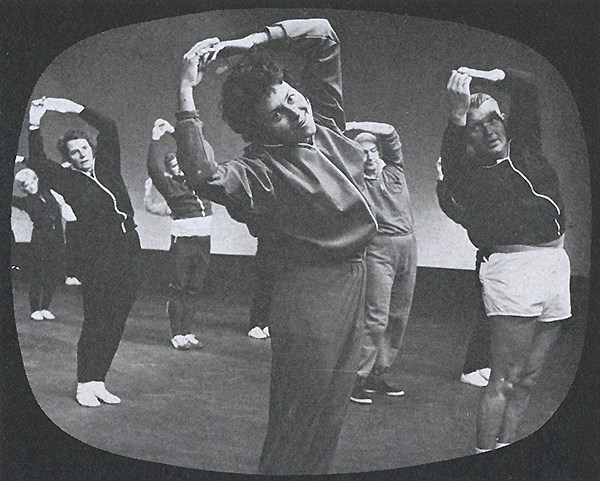
Träna med TV.
Gun Hägglund (i mitten) och Bengt Bedrup (till höger).

- 9 januari - Start för Träna med TV, gymnastikprogram med Bengt Bedrup och Gun Hägglund.
- 20 januari - Underhållningsprogrammet Kuckeliku med Owe Thörnqvist och Lena Hansson.
- 20 januari - Start för Hvar fjortonde dag, underhållning med Ulf Thorén.
- 22 januari - En ny omgång av Familjen Addams, amerikansk komediserie.
- 27 januari - Premiär för TV-serien Bombi Bitt och jag med bland andra Stellan Skarsgård, Åke Fridell och Ann-Marie Gyllenspetz.
- 3 februari - Estrad, underhållningsprogram med Lars Ekborg, Gunwer Bergqvist, Inga Gill, med flera.
- 12 februari - Hönssoppa med korngryn, TV-pjäs med bland andra Olof Bergström, Sif Ruud, Olof Thunberg, Hans Wigren.
- 9 mars - Melodifestivalen 1968 med bland andra Lasse Lönndahl, Claes-Göran Hederström och Mona Wessman.
- 11 mars - Lekar i kvinnohagen, lustspel av Sven Delblanc med Georg Rydeberg, Inga Gill, Meg Westergren, med flera.
- 13 mars - Premiär för den engelska dramaserien Svindlande höjder.
- 20 mars - Premiär för Jubel i busken, glimtar ur 1940-talets revyer på Hagateatern i Göteborg med bland andra Sonya Hedenbratt och Sten-Åke Cederhök.
- 24 mars - TV-teaterföreställningen Lärda fruntimmer i regi av Keve Hjelm med Sif Ruud och Gunnel Broström, med flera.
- 27 mars - Dizzie Tunes i farten, showtime med norska showgruppen Dizzie Tunes.
- 23 april - Personligt, Monica Zetterlund sjunger om människor mest.
- 25 april - Premiär för underhållningsserien Soffan med Robert Broberg och gästartister.
- 4 maj - Bråkiga teatern, TV-revy för barn av Staffan Westerberg med bland andra Hans Lindgren, Brita Billsten och Birgitta Götestam.
- 6 maj – Rätt man, TV-film av Lars Ardelius i regi av Jan Halldoff, med Pia Rydwall, Krister Ekman, Tor Isedal, Pia Arnell med flera.
- 19 maj - TV-teaterföreställningen Nina i regi av Jan Molander med Gunnar Björnstrand och Margaretha Krook, med flera.
- 22 maj - Premiär för Fåfängans marknad, engelsk TV-serie i fem delar.
- 26 maj - Start för underhållningsserien Gösta Bernhards saga med Gösta Bernhard. Del 1 av 4.
- 2 juni - Bernard Shaws komedi Pygmalion med bland andra Gunnar Björnstrand, Olof Widgren, Harriet Andersson och Inga Gill.
- 29 juni - Start för Stafetten, lättsam tävling från Solliden på Skansen med programledaren Torsten Åhlander.
- 18 juli - Öarna i sången, dansorkestern Streaplers besöker Lasse Dahlquist på Brännö.
- 21 juli - Monkees, underhållningsserie med popgruppen The Monkees.
- 31 juli - Made in Norway, ett program om artisten Wenche Myhre.
- 22 augusti - Start för Bilkvarten med bilexperten Iva Maasing.
- 3 september - Premiär för barnprogrammet Godnattstunden med Beppe Wolgers.
- 14 september - Premiär för Landet runt, veckomagasin med Gary Engman och Bo Sigheden.
- 14 september - Stardust, musikunderhållning med Hoagy Carmichael, Sonya Hedenbratt, Svend Asmussen, med flera.
- 21 september - Premiär för komediserien Mysinge motell med bland andra Carl-Gustaf Lindstedt, Pierre Lindstedt och Lasse Krantz.
- 30 oktober - Tage, ett porträtt av Tage Erlander under valstriden 1967–1968.
- 3 november - TV-teaterföreställningen Fordringsägare  i regi av Gunnel Broström med Keve Hjelm och Gertrud Fridh, med flera.
- 1 december - Årets julkalender är Klart spår till Tomteboda.[3]
- 24 december – Premiär för Tant Grön, tant Brun och tant Gredelin, den första av fem filmatiseringar av Elsa Beskows sagor i regi av Mille Schmidt.
- 25 december - Premiär för TV-serien Markurells i Wadköping med bland andra Edvin Adolphson, Eva Dahlbeck och Ulf Brunnberg.
- 26 december - Serverat ers Majestät, sagopjäs av Astrid Lindgren med Sune Mangs, Lars Passgård, Bert-Åke Varg, med flera.

## Födda
- 13 januari - Anna Järphammar, svensk TV-programledare och skådespelare.
- 19 mars - Othman Karim, svensk regissör, fotograf och programledare i TV.
- 12 september - Paula McManus, svensk skådespelare, sketchförfattare och programledare i TV.
- 13 september
  - Clara Mannheimer, svensk journalist och programledare i TV.
  - Emma Sjöberg, svensk fotomodell, TV-programledare och skådespelare.
- 12 oktober - Adam Alsing, svensk programledare i TV.

## Avlidna
- 16 oktober – Freddie Frinton, 59, brittisk komiker och skådespelare (Grevinnan och betjänten).

### Fotnoter
1. ↑  "Historical Background of Radio and Television Broadcasting in Turkey"[död länk], Office of the Prime Minister (Turkey), Directorate General of Press and Information (June 2010)
2. ↑   Per-Erik Lindorm (1978). Ett folk på marsch. Albert Bonniers förlag. sid. 127. Läst 1 mars 2015
3. ↑  ”Jultradition”. Arkiverad från originalet den 25 april 2012. https://web.archive.org/web/20120425112719/http://www.jultradition.se/tv.htm. Läst 26 mars 2011.